# Isabella Swan

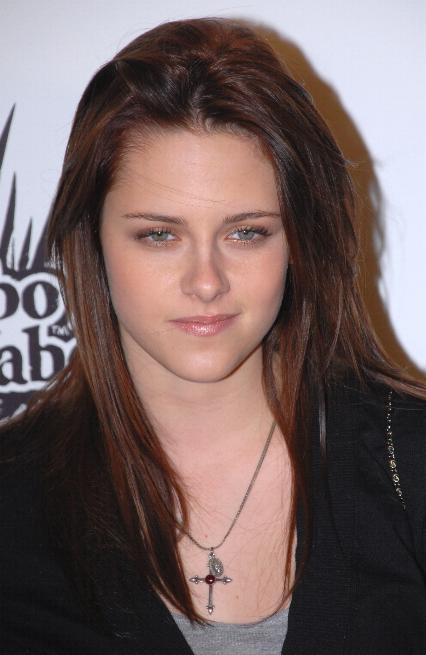
Bella Cullen spelas av Kristen Stewart

Isabella "Bella" Marie Cullen (förr Swan) är en fiktiv person och en av huvudpersonerna i Stephenie Meyers Twilight-serie. 
De första fyra böckerna Om jag kunde drömma, När jag hör din röst, Ljudet av ditt hjärta och Så länge vi båda andas är skrivna ur Bellas perspektiv (med undantag för slutet i tredje boken och del två av de tre delböckerna i Så länge vi båda andas, som är skrivna ur Jacobs perspekiv). Den femte boken, Midnight Sun, är den första boken, (Om jag kunde drömma), berättad ur Edward Cullens perspektiv.
Bella beskrivs i böckerna som extremt klumpig med en förmåga att dra till sig olyckor och andra farliga saker. Hon har lätt för att rodna och är duktig i skolan. Bella tänker inte så mycket på sitt eget bästa, utan tar i stället hand om människorna runt omkring sig. Hon har hela livet mer eller mindre fått ta hand om sig själv eftersom hennes mamma är mycket tankspridd. Hennes kärlek till maken Edward, barnet Renesmee, familjen och sina vänner är gränslös och det finns ingenting hon inte skulle göra för dem.

## Om jag kunde drömma(Twilight)
Bella flyttar från sin mamma i soliga Phoenix, Arizona till sin pappa i den regniga småstaden Forks, Washington. Hon vantrivs i Forks men vill inte att hennes mamma ska behöva stanna hemma och ta hand om henne när Phil (hennes mammas nye man) behöver resa väldigt mycket som nybliven professionell basebollspelare. Vardagen i Forks blir dock mycket intressantare när hon träffar den mystiske och stilige vampyren Edward Cullen. Deras relation försvåras av det faktum att Edwards inre väsen önskar dricka hennes blod och Bellas förmåga att alltid dra till sig olyckor. Bella blir efter en lång och hektisk jakt attackerad av vampyren James som biter henne, men Edward hittar henne och lyckas suga ut giftet innan det är för sent. Efter det får Bella ligga på sjukhus lång tid, men hinner tillfriskna tillräckligt för att (mot sin vilja) kunna gå på skolbalen med Edward (dock med gipsat ben).

## När jag hör din röst(New Moon)
Efter ett katastrofalt födelsedagsfirande bestämmer sig Edward för att han och hans familj måste flytta bort från Forks. Han vill inte att Bella ska råka illa ut, så han lämnar henne och flyttar. Bella hamnar i en djup depression och upptäcker att hon hör Edwards röst i sitt huvud när hon utsätter sig själv för fara. Hon börjar umgås med sin barndomsvän Jacob Black, och han hjälper henne att inte falla ner i depression igen. Men plötsligt slutar Jacob att umgås med Bella. Det visar sig efter ett tag att Jacob har blivit varulv och han kan inte vara med Bella eftersom han inte får avslöja sin hemlighet. Samtidigt blir Bellas sökande efter Edwards röst mer och mer extrem, och får henne till slut att kasta sig utför en klippa.
Hon överlever, men genom en rad missförstånd tror Edward att Bella har dött och beger sig till Italien för att ta sitt liv eftersom han inte vill leva i en värld utan Bella. Bella och Alice (som kom till Forks för att trösta Charlie i tron att Bella dött) lyckas rädda Edward, men hans omdömeslösa agerande har fångat den uråldriga vampyrklanen Volturis uppmärksamhet. Volturi ser det som sin uppgift att se till att vetskapen om vampyrernas existens hemlighålls för människorna, och Edward var mycket nära att avslöja hemligheten för ett stort antal människor. Han lyckas komma undan att straffas, men Bella vet nu för mycket om vampyrer så de tvingas lova att förvandla Bella till vampyr inom en snar framtid, annars kommer Volturi att döda henne. Detta gör dock inte Bella någonting eftersom hon ändå planerade att bli vampyr så småningom, mot Edwards vilja.

## Ljudet av ditt hjärta(Eclipse)
En våldsam seriemördare härjar i Seattle och James arga partner Victoria fortsätter sin jakt för att ta ut sin hämnd på Bella som återigen befinner sig i livsfara. Bellas vänskap med Jacob sätts på prov när han tvingar henne att välja mellan honom och Edward. Samtidigt blir Bellas önskan om att förvandlas till vampyr starkare precis som Edwards tankar om giftermål. Bella går till slut med på att gifta sig med Edward mot att han förvandlar henne efter bröllopet. Victorias planer på hämnd tvingar varulvarna och vampyrerna att arbeta sida vid sida för att rädda Bella. Bella, Edward, Jacob och Seth (en annan varulv) beger sig upp i bergen för att komma undan Victoria, men den närhet som de tvingas till, och Jacobs starka känslor för Bella, blir för mycket. Jacob flyr därifrån och snart finner sig Bella, Edward och den unga Seth stå öga mot öga med Victoria och hennes nya partner. Efter en hård kamp med Bella som måltavla dödas Victoria och hennes armé besegras. Jacob känner sig sviken och beger sig iväg för att sörja Bellas beslut om att bli vampyr. Edward förstår att Bella bara vill göra alla lyckliga och säger att han inte bryr sig om giftermålet längre, de kan älska i alla fall. Men Bella säger att nu får han gott vänta tills efter bröllopet, hon vill binda sig till honom på alla sätt det går innan hon blir en vampyr. Bella och Edward beslutar att tillkännage sin förlovning och Alice har storslagna planer för bröllopet (för storslagna enligt Bella). Alice tvingas till slut lova Bella att sköta det försiktigt och enligt Bellas önskemål. Boken avslutas med ett kapitel ur Jacobs perspektiv, där han förvandlar sig till varg och flyr.

## Så länge vi båda andas (Breaking Dawn)
Bella är orolig för att Jacob ännu inte har kommit tillbaka och hennes bröllop närmar sig. Jacob kommer till bröllopet på Edwards begäran men blir arg när han får reda på Bellas planer för smekmånaden, att Bella blir gravid, något som ingen av dem trott var möjligt. Edward vill abortera "saken" innan det skadar henne men Bellas modersinstinkt får henne att söka sig till Rosalie för hjälp. 
Jacob kommer tillbaka och ser Bellas tillstånd. Han blir arg på Edward för att han inte abortetat barnet, men Edward säger att Rosalie varit så beskyddande att de inte kunnat. Edward erbjuder sig att dra sig tillbaka till Jacobs fördel om Bella vill bli ihop med honom och få ett normalt liv och få "valpar". Det vill hon dock inte, men hon förstår att Edward skulle göra vad som helst för henne. Barnet växer och Bella blir så försvagad av graviditeten att hon nästan dör. Barnet sparkar sönder hennes revben och hon får inte behålla någon mat. Till slut kommer Jacob och Edward på att barnet kanske vill ha blod. De försöker att mata Bella med blod vilket leder till att hon återfår sina krafter och blir starkare. När hon föder barnet blir hon så skadad att Edward tvingas förvandla henne till vampyr för att hon ska överleva. Bella sövs ner med morfin under förvandlingen, men resultatet blir inte bra eftersom hon fortfarande känner smärtan men inte kan kommunicera med omvärlden. Detta säger hon dock ingenting om eftersom hon inte vill att Edward ska lida.
Barnet är en flicka och hon får namnet Renesmee (en sammanslagning av Bellas mammas namn Renée, och Edwards styvmors namn; Esme). Renesmee är halvvampyr, så hon kan klara sig på människoföda även om hon föredrar blod. Jacob blir präglad av Renesmee, vilket gör henne till Jacobs själsfrände, och detta gör Bella rent ut sagt förbannad men i och med det svalnar också hans känslor för Bella.
Irina (en "vegetarian" från Alaska) ser Bella, Jacob och Renesmee när de är ute och jagar och misstar Renesmee för att vara ett "odödligt barn", något som är förbjudet enligt vampyrlagen, och hon rapporterar detta till Volturi. Cullens börjar samla ihop en grupp av vampyrer (som ska fungera som vittnen) utifall Volturi (som bara letar efter en anledning att döda dem) inte skulle lyssna på dem. Bella upptäcker att hon har en mental sköld som hon kan kontrollera och forma runt det hon vill ska ha skydd. (Bella hade skölden som människa och ingen visste det då, och hon kunde inte skydda någon annan än sig själv.) Det är på grund av den skölden som Edward inte kunde läsa hennes tankar. Skölden funkar dock bara mentalt, inte fysiskt. De lyckas blidka Volturi men Irina blir dödad eftersom hon ljugit för Volturi, även om hon egentligen misstagit sig. Bella och Edward får besök av en annan halvvampyr som kan berätta att Renesmee kommer att vara fullvuxen om cirka sju år och sedan stanna i växten och förbli så för all framtid. Bella kommer till sist på hur hon kan låta Edward läsa hennes tankar och detta gör honom överlycklig.

## Böckerna
1. Om jag kunde drömma / Twilight,
2. När jag hör din röst / New Moon,
3. Ljudet av ditt hjärta / Eclipse,
4. Så länge vi båda andas / Breaking Dawn.
5. Midnight Sun